# Diocesi di Rusuccuru
La diocesi di Rusuccuru (in latino Dioecesis Rusuccurrensis) è una sede soppressa e sede titolare della Chiesa cattolica.

## Storia
Rusuccuru, identificabile con Dellys nell'odierna Algeria, è un'antica sede episcopale della provincia romana della Mauritania Cesariense.
Quattro sono i vescovi noti di questa diocesi africana. Alla conferenza di Cartagine del 411, che vide riuniti assieme i vescovi cattolici e donatisti dell'Africa romana, presero parte il cattolico Fortunato e il donatista Optato. Ninello partecipò al concilio cartaginese del 419 indetto da sant'Aurelio. Metcun (o Mettun) intervenne al sinodo riunito a Cartagine dal re vandalo Unerico nel 484, in seguito al quale venne esiliato.
Originaria di Rusuccurru era santa Marciana, martire all'inizio del IV secolo.
Dal 1933 Rusuccuru è annoverata tra le sedi vescovili titolari della Chiesa cattolica; dal 4 marzo 2023 il vescovo titolare è Piotr Wawrzynek, vescovo ausiliare di Legnica.

## Cronotassi

### Vescovi
- Fortunato † (menzionato nel 411)
  - Optato † (menzionato nel 411) (vescovo donatista)
- Ninello † (menzionato nel 419)
- Metcun (o Mettun) † (menzionato nel 484)

### Vescovi titolari
- Dennis Walter Hickey † (5 gennaio 1968 - 6 ottobre 1999 deceduto)
- Kevin Joseph Farrell (28 dicembre 2001 - 6 marzo 2007 nominato vescovo di Dallas)
- Marek Mendyk (24 dicembre 2008 - 31 marzo 2020 nominato vescovo di Świdnica)
- Vicente Horacio Saeteros Sierra (16 maggio 2020 - 27 settembre 2022 nominato vescovo di Machala)
- Piotr Wawrzynek, dal 4 marzo 2023